# 舌形貝目
舌形貝目（學名：Lingulida）是腕足動物門舌形貝綱之下的其中一個目。

## 分類
- †乳孔贝超科（Acrotheloidea）[2]
- 平圆贝超科（Discinoidea）：又名碟形贝超科。
- 舌形贝超科（Linguloidea）[2]

## 外部連結
維基物種上的相關：舌形貝目
- Paleobiology Database （页面存档备份，存于）